# Massimo Felice De Rosa
Massimo Felice De Rosa (Milan, 20 juillet 1979) est un homme politique italien.

## Biographie
En 2013, il est élu député de la circonscription Lombardie 1 pour le Mouvement 5 étoiles.